# Psorophora pilosa
Psorophora pilosa är en tvåvingeart som beskrevs av Steffen Lambert Brug 1931. Psorophora pilosa ingår i släktet Psorophora och familjen stickmyggor. Inga underarter finns listade i Catalogue of Life.